# Том идёт к мэру
«Том идёт к мэру» (англ. Tom Goes to the Mayor) — американский сатирический мультсериал, транслировавшийся в ночном блоке Adult Swim канала Cartoon Network с 2004 по 2006 год.

## Сюжет
Тэглайн: «Jefferton alive!»
Во всех сериях показан Том Питерс — начинающий предприниматель-рационалист, переехавший в городок Джеффертон. Он преподносит свои идеи глуповатому мэру города, который принимает их все. На этом и строится сатира мультсериала: интерпретация этих идей в виде махинаций, провинциального мышления и трагически искажённой гражданской гордости.

## Особенности мультсериала
Мультсериал сделан в достаточно оригинальном стиле (ограниченная мультипликация): были взяты фотографии актёров в различных позах и обработаны на компьютере. Отсутствуют движения губ персонажей и очень мало движений конечностями. В результате сериал добился уникального визуального стиля и оказался достаточно дёшев в производстве.
При изготовлении сериала активно использовалась программа Adobe Photoshop.
В каждом эпизоде присутствуют приглашённые знаменитости, в частности: Джек Блэк (1-01), Джефф Голдблюм (1-04), Сара Сильверман (1-11), Фред Уиллард (1-13), Гэри Бьюзи (2-05), Томас Кенни (2-06), Роберт Лоджиа (2-06), Джадд Хирш (2-07), Джон Рейли (2-10), Майкл Сера (2-15), Пол Рубенс (2-16) и многие другие.
Мало кто может отнестись к этому мультсериалу равнодушно, его или обожают или ненавидят, о чём заявил сайт today.msnbc.msn.com, сравнив его в этом плане с «Гриффинами», «Aqua Teen Hunger Force» и «Гетто».

## Показ в России
Премьера мультсериала в России состоялась 14 июня 2007 года на канале 2х2. Все роли озвучил Дмитрий Пучков (Гоблин).

## Эпизоды[5]

### Сезон 1 (2004—2005)
1. Bear Traps — 14 ноября 2004
2. Pioneer Island — 21 ноября 2004
3. WW Laserz — 5 декабря 2004
4. Toodle Day — 12 декабря 2004
5. Rats Off to Ya! — 19 декабря 2004
6. Porcelain Birds — 17 апреля 2005
7. Vehicular Manslaughter — 24 апреля 2005
8. Boy Meets Mayor — 1 мая 2005
9. Calcucorn — 8 мая 2005
10. Gibbons — 15 мая 2005
11. Pipe Camp — 22 мая 2005
12. Re-Birth — 5 июня 2005
13. Vice Mayor — 12 июня 2005
14. A Look Behind the Scenes — 12 июня 2005

### Сезон 2 (2006)
1. My Big Cups — 5 июня
2. Bass Fest — 12 июня
3. Jeffy the Sea Serpent — 19 июня
4. White Collarless — 26 июня
5. Wrestling — 3 июля
6. Saxman — 10 июля
7. Spray a Carpet or Rug — 17 июля
8. Surprise Party — 24 июля
9. CNE — 31 июля
10. Friendship Alliance — 7 августа
11. Zoo Trouble — 14 августа
12. The Layover — 21 августа
13. Couple’s Therapy — 28 августа
14. Glass Eyes — 4 сентября
15. Undercover — 11 сентября
16. Puddins — 18 сентября
17. Joy’s Ex — 25 сентября

DVD со всеми сериями и дополнительными материалами вышел 3 апреля 2007 года.

### Англоязычные
- Том идёт к мэру на TV.com
- Том идёт к мэру на сайте телеканала adultswim.com Проверено 26-04-2010

### Русскоязычные
- [http://dcp.sovserv.ru/video/2007/07/01/mayor/ (недоступная+ссылка) Том идёт к мэру] (недоступная ссылка) на dcp.sovserv.ru Проверено 26-04-2010
- Том идёт к мэру на сайте телеканала 2х2 Проверено 27-04-2010